# Jouy (Eure-et-Loir)
Jouy é uma comuna francesa na região administrativa do Centro, no departamento de Eure-et-Loir. Estende-se por uma área de 12,89 km². Em 2010 a comuna tinha 1 992 habitantes (densidade: 154,5 hab./km²).